# Żakyp Kożamberdy
Żakyp Jesymuły Kożamberdy (kaz. Жақып Есімұлы Қожамберды; ur. 26 lutego 1992) – kazachski piłkarz grający na pozycji lewego pomocnika. Od 2015 jest zawodnikiem klubu FK Astana.

## Kariera klubowa
Swoją karierę piłkarską Kożamberdy rozpoczął w klubie Łaszyn Karatau. W 2011 roku awansował do pierwszego zespołu i wtedy też zadebiutował w nim w drugiej lidze kazachskiej. W 2012 roku przeszedł z Łaszyna do klubu FK Taraz. W Priemjer-Lidze swój debiut zaliczył 14 czerwca 2013 w przegranym 0:1 domowym meczu z Ordabasy Szymkent. W listopadzie 2013 wystąpił w przegranym 0:1 finale Pucharu Kazachstanu z Szachtiorem Karaganda. W zespole FK Taraz grał do połowy 2015 roku.
W 2015 roku Kożamberdy przeszedł na zasadzie wolnego transferu do zespołu mistrza Kazachstanu, FK Astana.
| Sezon | Klub           | Kraj       | Rozgrywki     | Mecze | Gole |
| ----- | -------------- | ---------- | ------------- | ----- | ---- |
| 2011  | Łaszyn Karatau | Kazachstan | Byrynszy liga | 11    | 0    |
| 2012  | FK Taraz       | Kazachstan | Priemjer-Liga | 0     | 0    |
| 2013  | FK Taraz       | Kazachstan | Priemjer-Liga | 8     | 2    |
| 2014  | FK Taraz       | Kazachstan | Priemjer-Liga | 24    | 3    |
| 2015  | FK Taraz       | Kazachstan | Priemjer-Liga | 12    | 0    |
| 2015  | FK Astana      | Kazachstan | Priemjer-Liga |       |      |

## Kariera reprezentacyjna
W reprezentacji Kazachstanu Kożamberdy zadebiutował 18 lutego 2015 roku w zremisowanym 1:1 towarzyskim meczu z Mołdawią, rozegranym w Antalyi, gdy w 74. minucie zmienił Azata Nurgalijewa.